# Sociología matemática
La sociología matemática es un enfoque metodológico dentro de la sociología que se basa en el uso de las matemáticas para construir teorías sociológicas. La sociología matemática pretende tomar la teoría sociológica y expresarla en términos formales. Las ventajas de este enfoque son la exactitud que se consigue en la expresión de conceptos y relaciones y la capacidad consiguiente de utilizar la deducción para llegar a unos elementos a partir de otros siguiendo un razonamiento claro y bien definido, lo cual es mucho más difícil de hacer utilizando exclusivamente el lenguaje natural.
La sociología matemática no es una rama de la sociología, pues no tiene objeto de estudio propio, sino un enfoque metodológico dentro de la sociología.
- Datos: Q4284723